# Csáki Sámuel Márton
Csáki Sámuel Márton (? – 1816) evangélikus lelkész.

## Élete
Fia és utóda volt Csáki Mártonnak az aranyosegerbegyi (Torda-Aranyos megye) lelkészi hivatalban, ahová 1799-ben mint medgyesi gimnáziumi tanár hivatott meg.

## Munkái
Commentatio de justis limitibus inter religionem revelatam ac principia rationis humanae… Cibinii, 1796.